# Robert Kirkman
Robert Kirkman (Richmond, Kentucky, 30 de noviembre de 1978) es un guionista de cómics estadounidense conocido por su trabajo en The Walking Dead; Outcast, e Invincible para Image Comics, así como Ultimate X-Men y Marvel Zombies de Marvel Comics. También ha colaborado con el cofundador de Image Comics, Todd McFarlane en la serie Haunt.

## Carrera
El primer trabajo de Robert Kirkman fue el cómic que parodia historietas de superhéroes, Battle Pope que fue cocreado con el artista Tony Moore y publicado en el año 2000 por la editorial Funk-O-Tron. Más tarde, mientras lanzaba una nueva serie, Science Dog, Kirkman y Cory Walker fueron contratados por Image Comics para hacer la miniserie SuperPatriot. Mientras trabajaba en este cómic, Kirkman y E.J. Su crearon en 2002 la serie Tech Jacket, para Image Comics, que tiene una duración de seis números.
En 2003, Kirkman y Walker crearon Invincible para la nueva línea de superhéroes de Image Comics. La historia se centra en el hijo adolescente del superhéroe más poderoso del mundo, que desarrolla poderes y comienza su propia carrera. Walker no conseguía terminar de ilustrar a tiempo cada número y fue reemplazado por Ryan Ottley. En 2005, Paramount Pictures anunció que había comprado los derechos para producir una película, y contrató a Kirkman para escribir el guion, pero el proyecto nunca se concretó. En 2008 hubo una serie de TV basada en el cómic.
Al poco tiempo de publicarse Invencible, Kirkman y Moore comenzaron The Walking Dead (2003), una serie ambientada en un mundo al estilo de las películas de zombies de George A. Romero. Moore no conseguía entregar sus diálogos a tiempo y fue reemplazado por Charlie Adlard a partir del número 7. Moore continuó dibujando portadas hasta el número 24.
Kirkman también trabajó para Marvel. Se encargó del remake de la serie de la década de los 90 Sleepwalker; pero fue cancelado antes de publicarse, sin embargo, el primer número se incluyó en el primer volumen de Epic Anthology, en el 2004. Pronto se convirtió en uno de los pilares de Marvel, escribiendo, entre otros títulos, el Capitán América vol. 4, #29-32 (2004), Marvel Knights 2099 (2004), Jubilee #1-6 (2004), vol-Up Marvel Team. 3, #1.25 (2005), Los 4 Fantásticos: Enemigos #1.6 (2005), Marvel Zombies #1-5 (2005-2006), Ultimate X-Men (comenzando con la edición #66), e Irredeemable Ant-Man #1-12.
Kirkman y el dibujante Jason Howard crearon la serie de Image Comics, The Astounding Wolf-Man, lanzada el 5 de mayo de 2007, como parte del Free Comic Book Day. Kirkman editó la serie mensual Brit, basado en el personaje que creó para la serie de one-shots, ilustrado por Moore y Rathburn Cliff. Tuvo una duración de 12 números.
Kirkman anunció en 2007 que él y el dibujante Rob Liefeld harían un remake de Killraven para Marvel Comics. Kirkman ese año también dijo que él y Todd McFarlane podrían colaborar en la serie Haunt de Image Comics. A finales de julio de 2008, Kirkman se hizo socio de Image Comics, y dejó de escribir para Marvel. En el 2009, sin embargo, él y Walker produjeron la miniserie de cinco números El Destructor vol. 4 para el sello MAX de Marvel. Actualmente está produciendo la adaptación televisiva de The Walking Dead, dirigida por Frank Darabont.
En 2009 Marc Silvestri y Kirkman se hicieron cargo de los cómics Pilot Season de Top Cow. El Pilot Season 2009/2010 contiene una serie de cinco cómics piloto de un solo número. Los lectores podrán votar cual de ellas se convierte en una serie. Los cinco números son cocreados por Silvestri, que también dibuja la cubierta.
En julio de 2010 anunció que iba a encargarse de un nuevo sello editorial de Image Comics, Skybound.
En febrero de 2013, la productora de televisión Fox International Channel confirmó que Robert Kirkman trabaja de forma paralela en una novela gráfica y un guion para serie de televisión sobre exorcismos.

## Vida personal
Kirkman llamó a su hijo adoptivo Peter Parker Kirkman en honor a la identidad secreta de Spider-Man, Peter Parker.

## Premios

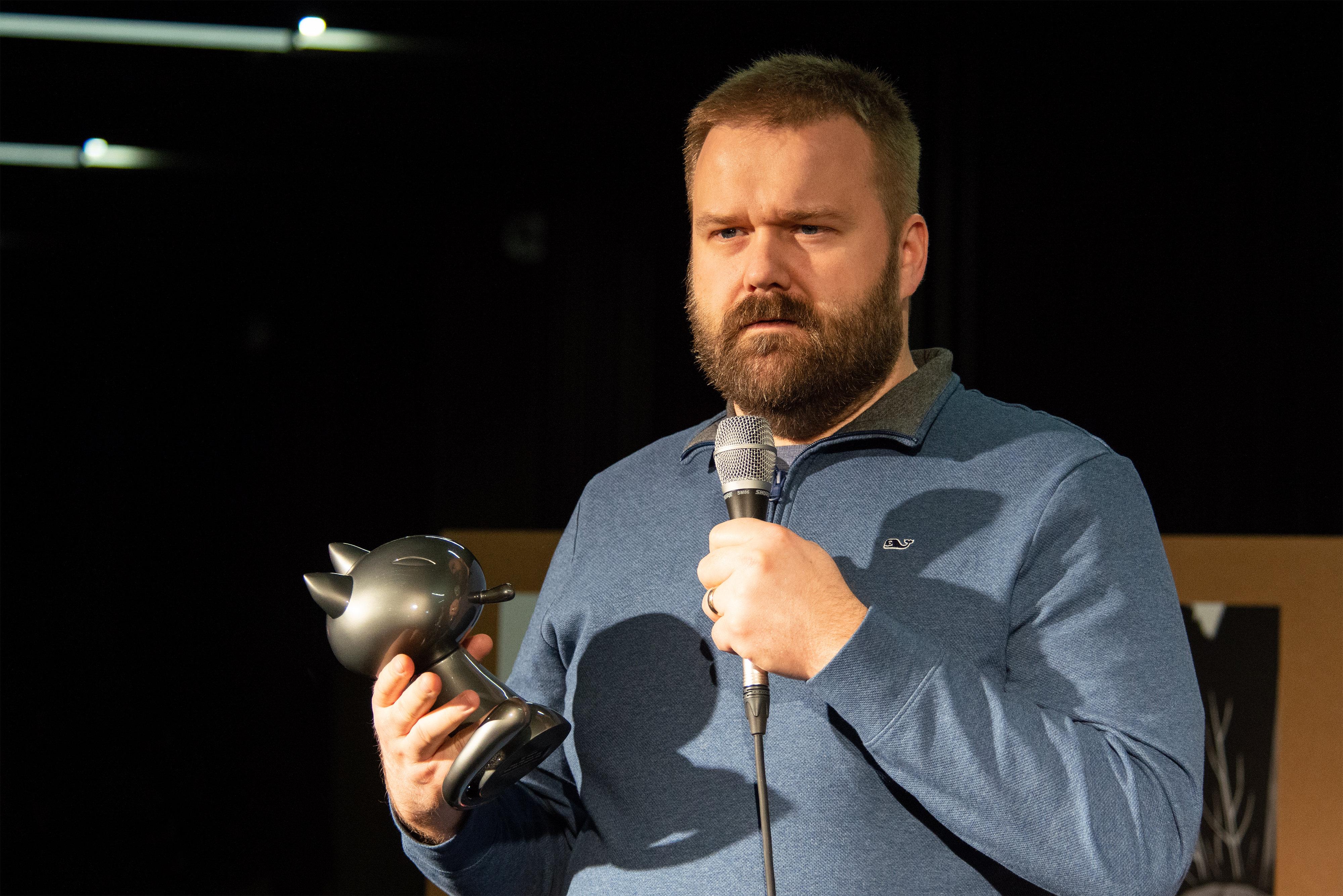
Robert Kirkman con el Fauve d'honneur, Festival Internacional de la Historieta de Angulema.

### 2010
- Harvey al mejor creador por The Walking Dead.

### 2020
- Fauve d'honneur en el Festival Internacional de la Historieta de Angulema.

### Image Comics
- The Astounding Wolf-Man (2007 - 2010)
- Brit (2003 - 2004, 2007 - 2008)
- Capes (miniserie)
- Haunt (2009 - presente)
- Image United (2009 - 2010)
- Invincible (2003 - 2018)
- Pilot Season (cómic) serie de unitarios que presenta personajes creados por Kirkman y Marc Silvestri para Top Cow Comics, un estudio asociado a Image (2009/2010)[14]
  - Assasin # 1 (W) Robert Kirkman (A) Nelson Blake II (COV) Marc Silvestri
  - Demoníc # 1 (W) Robert Kirkman (A) Joe Benítez (COV) Marc Silvestri
  - Stealth # 1 (W) Robert Kirkman (A) Mitchell Sheldon (COV) Marc Silvestri
  - Estelar # 1 (W) Robert Kirkman (A) Bernard Chang (COV) Marc Silvestri
  - Hardcore # 1 (W) Robert Kirkman (A) Stelfreeze Brian (COV) Marc Silvestri
- SuperPatriot
- Tech Jacket (2002 - 2003)
- The Walking Dead (2003 - 2019)
- Guarding the Globe (2010)
- Super Dinosaurio (2011 - presente)
- OutCast (2015 - 2021)
- Oblivion Song (2018 - presente)

### Marvel Comics
- Capitán América (2004)
- Destroyer
- Epic Anthology
- Los 4 Fantásticos: Enemigos (2005)
- Iremeedible Man (2006 - 2007)
- Júbilo (2004)
- Marvel Knights 2099
- Marvel Team-Up (2005 - 2007)
- Marvel Zombies (2005 - 2007)
  - Marvel Zombies (2005 - 2006)
  - Marvel Zombies: Dead Days (2006)
  - Marvel Zombies 2 (2007)
- Sleepwalker
- Ultimate X-Men

### Funk-O-Trol
- Battle Pope (2000)